# Maria Cristina của Napoli và Sicilia
Maria Cristina của Napoli và Sicilia (Maria Cristina Amelia Teresa; 17 tháng 1 năm 1779 – 11 tháng 3 năm 1849) là Vương nữ Napoli và Sicilia và là Vương hậu Sardegna với tư cách là vợ của Carlo Felice của Sardegna.